# Týnišťské Poorličí
Přírodní památka Týnišťské Poorličí byla vyhlášena v roce 2014. Osou chráněného území je náhon Alba, který byl vybudován již ve 14. století pány z Častolovic. Náhon spojuje řeku Bělou v Častolovicích s řekou Dědinou v Třebechovicích pod Orebem v délce více než sedmnáct kilometrů. Šířka toku kolísá mezi 1,5 až třemi metry. Místy tok meandruje, vytváří slepá ramena a váže na sebe společenstva s výskytem vzácných druhů rostlin i živočichů. Účelem stavby náhonu bylo zajištění vody k napájení rybníků a pohánění mlýnů.

## Předmět ochrany
Hlavním předmětem ochrany je populace páchníka hnědého (Osmoderma eremita) a jeho biotop. Život páchníka hnědého je vázán převážně na osvětlené dutiny starých listnatých stromů – dubů, lip a jilmů, často solitérních nebo stojících v alejích.
Náhon Alba je biotopem kriticky ohrožené mihule potoční (Lampetra planeri) a kriticky ohroženého raka říčního (Astacus fluviatilis). V okolí rybníka Rozkoš a podél náhonu Alba byl zaznamenán výskyt skokana štíhlého (Rana dalmatina), skokana hnědého (Rana temporaria), skokana zeleného (Pelophylax esculentus) a čolka obecného (Triturus vulgaris).

## Flóra
Mokřady jsou vyvinuty zejména pod hrází rybníka Rozkoš a podél náhonu Alba. Z významnějších
druhů zde rostou např. ostřice rusá (Carex flava), ostřice latnatá (Carex paniculata), lýkovec jedovatý (Daphne mezereum), hadí jazyk obecný (Ophioglossum vulgatum), kozlík dvoudomý (Valeriana dioica) nebo kapradiník bažinný (Thelypteris palustris).
V doubravách se vyskytují staré statné duby, které jsou v lokalitě evidovány a ponechány do stadia rozpadu. Jsou na ně vázány vzácné druhy bezobratlých, hub a lišejníků. V podrostu podmáčených doubrav byly zaznamenány druhy jako lýkovec jedovatý (Daphne mezereum) a bledule jarní (Leucojum vernum). V jasanových olšinách podél toků se vyskytuje ptačinec dlouholistý (Stellaria longifolia) nebo potočník vzpřímený (Berula erecta).

## Galerie

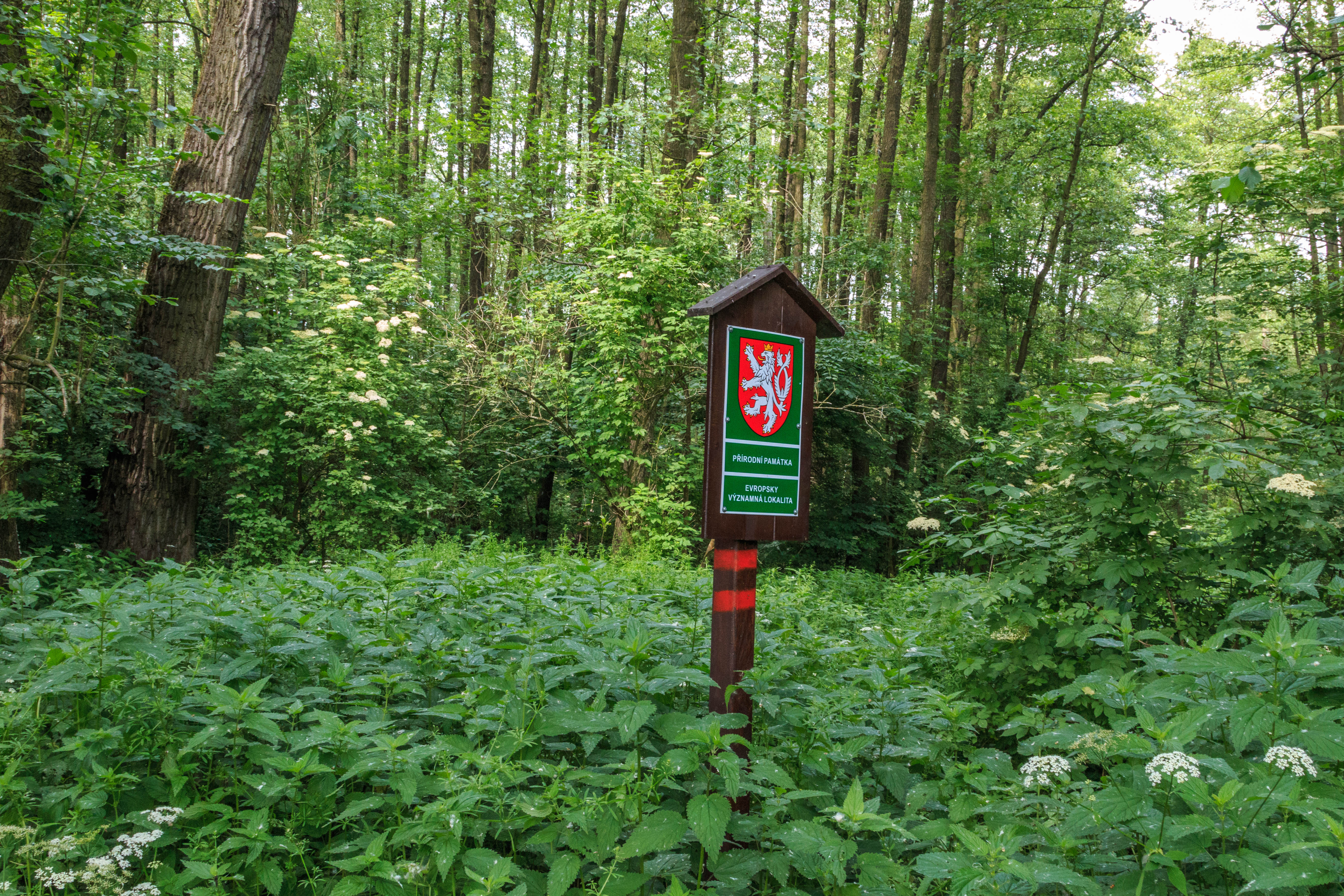
Týnišťské Poorličí
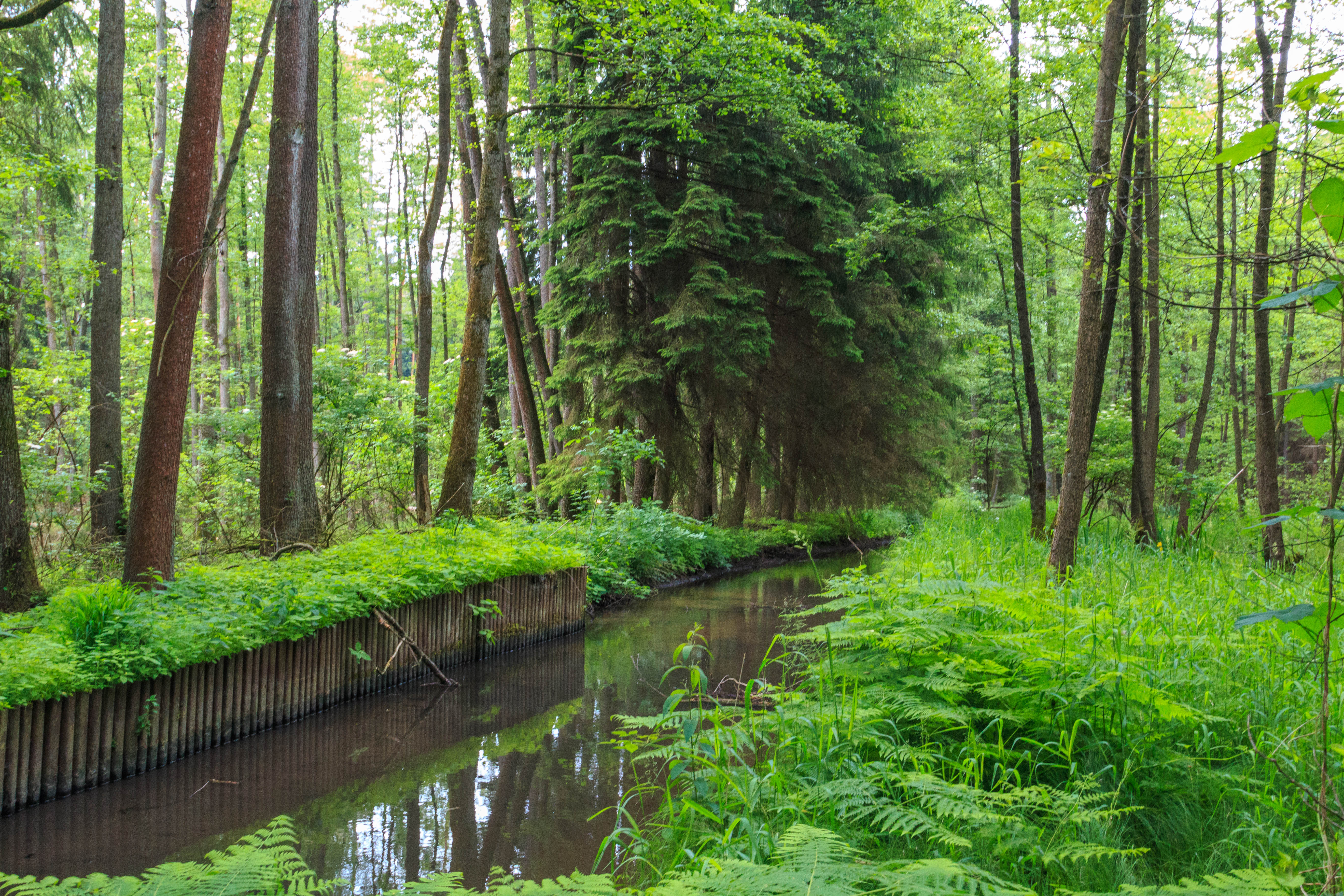
Týnišťské Poorličí
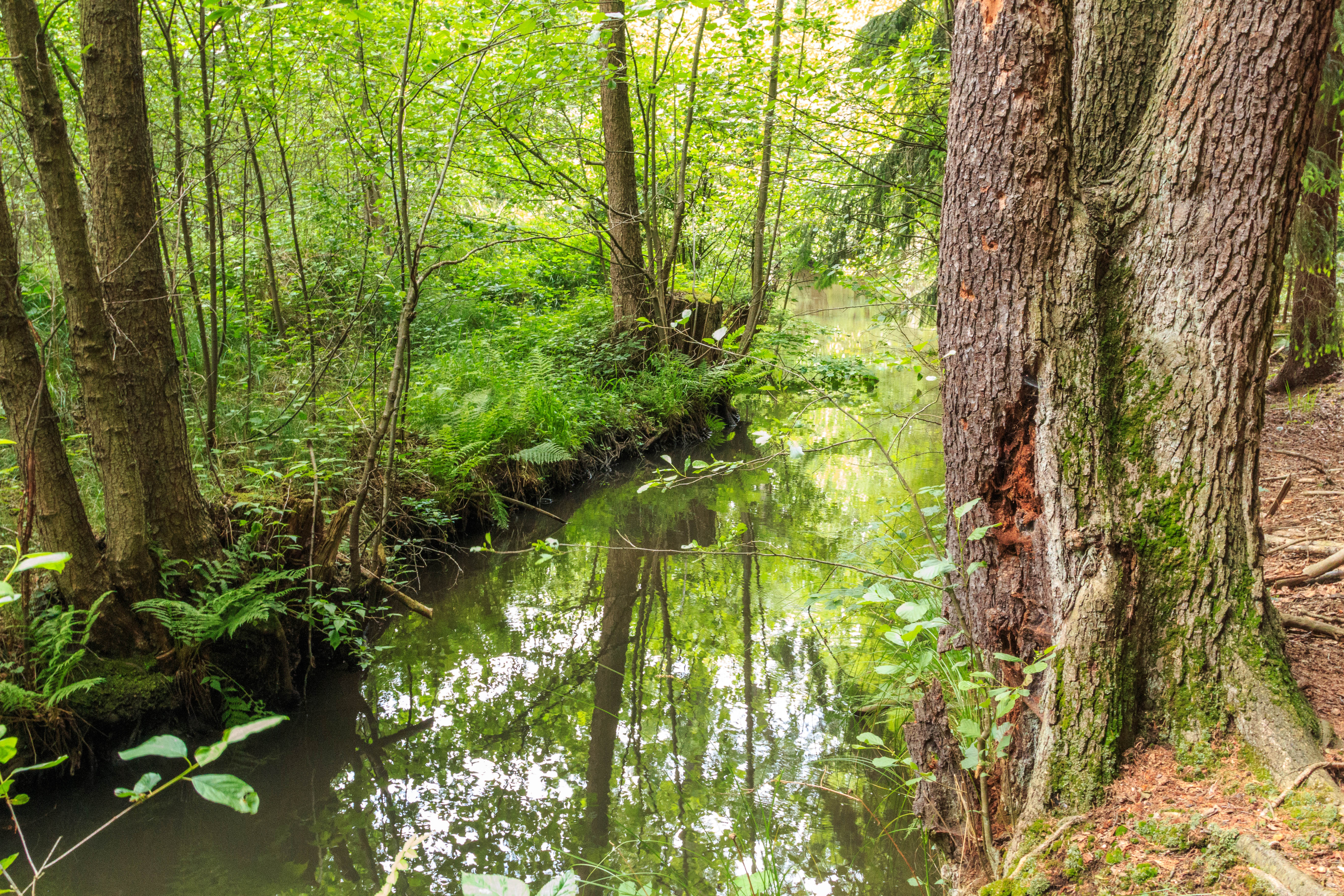
Týnišťské Poorličí
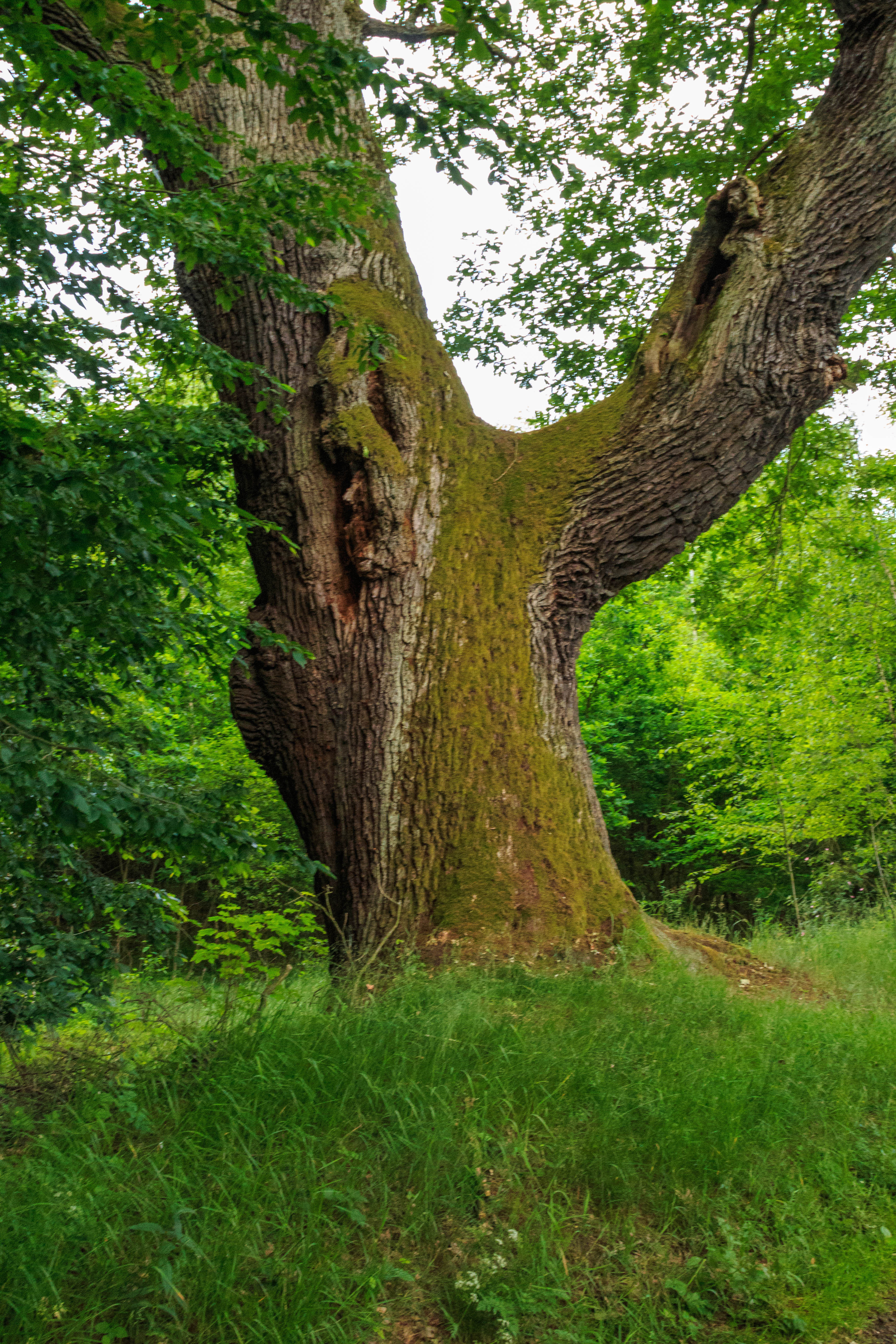
Týnišťské Poorličí